# Phenomenon
Phenomenon (рус. «Феномен») — третий студийный альбом канадской группы Thousand Foot Krutch, выпущенный в сентябре 2003 года на лейбле Tooth & Nail Records. Альбом достиг 18-й позиции в разделе Heatseekers чарта Billboard. Процесс звукозаписи происходил в студии Compound Recording, расположенной в Сиэтле.

## Список композиций
| №   | Название                    | Длительность |
| --- | --------------------------- | ------------ |
| 1.  | «Phenomenon»                | 2:59         |
| 2.  | «Step to Me»                | 3:00         |
| 3.  | «Last Words»                | 2:48         |
| 4.  | «This Is a Call»            | 3:49         |
| 5.  | «Rawkfist»                  | 3:03         |
| 6.  | «Faith, Love and Happiness» | 2:54         |
| 7.  | «I Climb»                   | 3:24         |
| 8.  | «Quicken»                   | 2:51         |
| 9.  | «New Design»                | 3:29         |
| 10. | «Bounce»                    | 3:06         |
| 11. | «Ordinary»                  | 3:09         |
| 12. | «Break the Silence»         | 3:03         |

## Участники записи
- Тревор МакНивен — вокал, гитара
- Джоэль Брюер — бас-гитара
- Стив Августин — ударные
- Аарон Спринкл — продюсер, доп. гитары
- J. R. McNeely — сведение (кроме песен «Last Words» и «Quicken», которые были сведены Беном Гроссом)

## Коммерческий успех
- Дорожка «Rawkfist» вошла в топ-40 в категории популярного рока на радио
- Было продано свыше 250 тыс. копий альбома
- Песни «Phenomenon», «Rawkfist» и «Bounce» достигли 1-го места на онлайн-радиостанции ChristianRock.Net[англ.] в 2003–2004 годах
- В настоящий момент сингл «Phenomenon» собрал более 45 млн. воспроизведений в Spotify и входит в топ-10 самых прослушиваемых песен группы в рамках этого сервиса[3]

## Синглы
| Название         | Дата выпуска       |
| ---------------- | ------------------ |
| «Phenomenon»     | сентябрь, 2003 г.  |
| «Rawkfist»       | 26 января, 2004 г. |
| «Bounce»         | 2004 г.            |
| «This is a Call» | 2005 г.            |